# Verjni (Slaviansk, Krasnodar)
Verjni (del ruso: Ве́рхний) es un jútor del raión de Slaviansk del krai de Krasnodar, en el sur de Rusia. Está situado en los arrozales situados entre los distributarios del delta del Kubán y las marismas colindantes, 34 km al noroeste de Slaviansk-na-Kubani y 110 al noroeste de Krasnodar, la capital del krai. Tenía 365 habitantes en 2010.
Pertenece al municipio Chernoyerkovskoye.

## Historia
El jútor fue fundado en una estrecha porción de tierra entre las marismas del delta del Kubán a mediados del siglo XIX por pescadores. En la década de 1930 fue creado sobre la base de los anteriores TOSZ, el koljós pesquero Vtóraya piatiletka. Del mismo modo, para la explotación agrícola se formaron los koljoses im. Gorkogo e im. Kírov, en el que se cultivaban hortalizas, trigo, caña de azúcar y algodón. En febrero de 1943 las tropas alemanas en retirada quemaron por completo la localidad, que sería reconstruida tras la guerra.

## Lugares de interés
En el jútor se halla un obelisco en memoria de los caídos en todos los frentes de la Gran Guerra Patria entre 1941 y 1945.

## Economía
Las principales compañías son el koljós de pescadores Vtóraya piatiletka, la FGUP Chernoyerkoskoye nerestovo-vyrastnoye joziaistvo,  el departamento ictiológico de la FGU Azcherrybvod y la instalación de preparación de gas Vostochno-Pribrezhnaya.

## Servicios sociales
La localidad cuenta con un jardín de infancia (nº36), una escuela general básica (nº50), una biblioteca y un punto de enfermería, entre otros establecimientos.